# سیلیکون ایمج
سیلیکون ایمج (انگلیسی: Silicon Image) شرکت الکترونیک آمریکایی است، که در سال ۱۹۹۵ تأسیس شد.